# Batalla de Dan-no-ura
La batalla de Dan-no-ura (壇の浦の戦い Dan-no-ura no tatakai?) fue una gran batalla naval de las Guerras Genpei, que ocurrió en Dan-no-ura, costa del estrecho de Kanmon en la parte sur y oeste de Honshū. En 25 de abril del 1185, la flota del clan Genji (clan Minamoto), dirigida por Minamoto no Yoshitsune, venció a la flota del clan Heike (Taira), en un enfrentamiento que duró medio día.

## Antecedentes
En el Japón feudal del siglo XII el poder central y provincial estaba en manos de clanes familiares con vínculos más o menos estrechos con la familia imperial, pero rivales entre sí; los Fujiwara, los Minamoto (o Genji) y los Taira (o Heiké).
Los Fujiwara ocupaban todos los puestos claves de la administración imperial. Los Minamoto o Genji (título honorífico concedido a los fundadores del clan) también consiguieron ocupar varios puestos de responsabilidad, como el de la guardia de las puertas o el del prebostazgo, teniendo así bajo control el ejército y la policía. En cuanto a los Taira, a pesar de que algunos de ellos ejercieron altos mandos, ya no tenían acceso a la corte. No obstante, en el curso de la primera mitad del siglo XIIun Taira consiguió ser director de justicia al final de su vida.
Kiyomori era el hijo mayor del difunto director de justicia. Hábil político, se convertiría en uno de los hombres más importantes en los círculos del emperador, eclipsando al jefe de los Minamoto. Así, los dos clanes no cesaron de tratar de superarse uno y otro para conseguir los favores imperiales.
En 1150, Taira no Kiyomori se había convertido en el señor absoluto después de eliminar a los Fujiwara y a los Minamoto de algunos puestos. Su ambición era que el clan Heiké suplantase al clan Fujiwara. En 1167 era gran ministro y su hija una nyôgo, es decir una esposa imperial que daría luz al futuro emperador, Antoku Tennō. Al nacer el niño, su abuelo hizo abdicar al emperador reinante. El yerno tomó entonces el título oficial de “emperador retirado” en beneficio del nieto de unos meses de edad. A partir de aquel momento, Kiyomori se vio obligado a intrigar para sofocar las rebeliones surgidas en los círculos del emperador retirado, lo que aprovecharon los Genji para intentar hacerse con el poder.
Tras sofocar la sublevación de los monjes-soldados de Nara, Kiyomori murió poco después que su yerno.

## Las flotas
La lucha se intensificó entonces hasta el enfrentamiento final. Éste se produjo en la batalla naval de Dan-no-ura en 1185. Los Genji, con el esfuerzo de numerosos gobernadores y monjes soldados, armaron 3000 barcos; los Heiké, que sólo disponían de 1000, se refugiaron en Yashima, en la isla de Shikoku. A la cabeza de los Genji estaba Yoritomo, hijo menor de Yorimasa, el jefe del clan, derrotado por Kiyomori en una batalla anterior.
Como dictaba la costumbre, en una de las naves Heiké se embarcó al joven emperador Antoku-Tennô, que sólo tenía seis años, con su abuela, la viuda de Kiyomori.
La flota del clan Taira era inferior en número, pero algunas fuentes aseguran que, frente a la flota del clan Minamoto, tenían una ventaja en el conocimiento de las corrientes de esa área, así como de las tácticas de combate naval en general.

## El combate

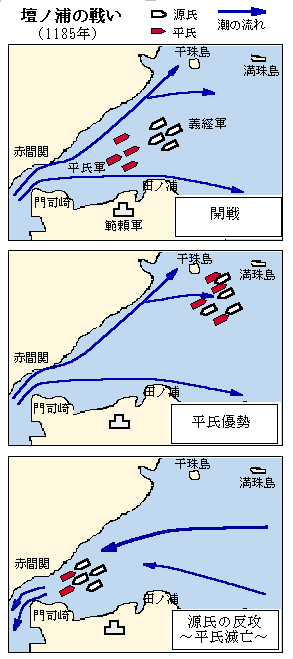
Progreso de la batalla de Dan-no-ura. Los barcos del clan Taira (en rojo), estaban esperando los barcos comandados por Minamoto no Yoshitsune (en blanco) cerca del estrecho de Shimonoseki, entre Honshu (arriba) y Kyushu (abajo). Adicionalmente había un respaldo del clan Minamoto en Kyushu comandado por Noriyori.
Arriba: Posición de los dos frentes al comienzo de la batalla.
Centro: El flujo de la marea, que iba en dirección este (en color azul) estaba favoreciendo al clan Taira, y estaba comprometiendo a Yoshitsune a un retroceso de sus fuerzas.
Abajo: A medida que pasaban las horas, el flujo de la marea cambió en la dirección oeste y fue aprovechado por Yoshitsune, replegando a los Taira hacia el estrecho y derrotándolos de manera definitiva.

De noche, en medio de una violenta tempestad, Yoshitsune, hermano de Yorimoto, cruzó el estrecho con cinco buques y cien jinetes y obligó a los Heiké a volver a embarcar a toda prisa.
La flota Taira se dividió en tres escuadrones, mientras que sus enemigos llegaron en masa con sus arqueros preparados.. El principio, antes de que la flota Taira tomara la iniciativa, la batalla consistió principalmente en un intercambio de arqueros a larga distancia. Pero posteriormente, la flota Taira intentó rodear a la flota enemiga usando las corrientes marinas en su provecho. Después de entrar en contacto, el duelo de arqueros dejó paso a un abordaje con espadas y dagas. Sin embargo, las corrientes cambiaron dando la ventaja nuevamente a la flota Minamoto.
Uno de los factores cruciales en el triunfo de la flota de Minamoto fue la deserción del general del clan Taira Taguchi Shigeyoshi, que reveló a los Minamoto en que barco se encontraba el Emperador Antoku de seis años de edad. Los arqueros Minamoto concentraron su atención en los timoneles y remeros del barco del Emperador, de la misma manera que lo hicieron con el resto de la flota, dejando a los barcos sin control.
Los Heiké pronto fueron puestos en fuga. Muchos de los guerreros Taira, viendo la batalla volverse en su contra, se arrojaron al mar, suicidándose antes de afrontar su derrota a manos del clan Minamoto. Entre aquéllos que murieron de esta forma se encontraban Antoku y su abuela, la viuda de Taira no Kiyomori, jefe del clan, quienes para no caer en manos de los enemigos se arrojaron a las olas, seguidos por los guerreros Heiké supervivientes. Fieles a su amor propio y al sentido del honor, prefirieron una muerte gloriosa a la vergüenza de caer prisioneros y ser vilmente ejecutados, de modo que se suicidaron.
Los Taira intentaron arrojar por la borda las joyas de la corona pero solo lo consiguieron con la espada y el espejo antes de que el barco que las transportaba fuera capturado. El espejo fue recuperado por unos buceadores mientras que la espada se perdió definitivamente.
Desde aquel día, los cangrejos Heike que se encuentran en los estrechos de Shimonoseki son considerados por los japoneses como portadores de los espíritus de los guerreros Taira.

## Consecuencias
A esto le siguió una serie de atrocidades y carnicerías. Por todo el país, los Heiké supervivientes, incluidos los niños, fueron degollados o ahogados.
Esta derrota decisiva de las fuerzas del clan Taira condujo al final de la guerra. Minamoto Yoritomo, el hermanastro mayor de Minamoto Yoshitsune, se convirtió en el primer Shōgun, estableciendo un gobierno militar ('bakufu') en Kamakura.
La victoria de los Minamoto había sido total y el hermano de Yorimoto, Yoshitsune, se convirtió en un gran héroe. Pero esto no pareció ser del agrado de su hermano, quien de regreso a la capital, trató de asesinarlo. Al no conseguirlo, envió un ejército contra él hasta su refugio en las Marcas del Norte, junto a los Fujiwara. Ante esta situación, Yoshitsune se suicidó ritualmente (Hara-kiri).

## Cultura Popular
En 1965 una versión de esta batalla apareció en la película Kwaidan.